# هوغو أرماندو
هوغو أرماندو (بالإنجليزية: Hugo Armando)‏ مواليد 27 مايو 1978 في ميامي، هو لاعب كرة مضرب أمريكي سابق بدأ مسيرته كمحترف سنة 1997 وكان يلعب باليد اليمنى، اعتزل اللعب في 2008. أعلى تصنيف له في الفردي كان المركز الـ 100 في سنة 2001. أعلى تصنيف له في الزوجي كان المركز الـ 85 في سنة 2007.

## روابط خارجية
- هوغو أرماندو على موقع رابطة محترفي التنس (الإنجليزية)
- هوغو أرماندو على موقع الاتحاد الدولي لكرة المضرب (الإنجليزية)
- هوغو أرماندو على موقع خلاصة التنس.كوم (الإنجليزية)
- هوغو أرماندو على موقع إي إس بي إن.كوم (الإنجليزية)